# Marsjö-Grossen
Marsjö-Grossen är en sjö i Vansbro kommun i Dalarna och ingår i Dalälvens huvudavrinningsområde. Sjön har en area på 0,272 kvadratkilometer och ligger 276,2 meter över havet. Sjön avvattnas av vattendraget Myrån.

## Delavrinningsområde
Marsjö-Grossen ingår i det delavrinningsområde (672441-142135) som SMHI kallar för Inloppet i Marsjön. Medelhöjden är 296 meter över havet och ytan är 4,83 kvadratkilometer. Det finns inga avrinningsområden uppströms utan avrinningsområdet är högsta punkten. Myrån som avvattnar avrinningsområdet har biflödesordning 4, vilket innebär att vattnet flödar genom totalt 4 vattendrag innan det når havet efter 313 kilometer. Avrinningsområdet består mestadels av skog (87 procent). Avrinningsområdet har 0,27 kvadratkilometer vattenytor vilket ger det en sjöprocent på 5,6 procent.